# 45. Turniej Czterech Skoczni
45. Turniej Czterech Skoczni był częścią Pucharu Świata w skokach narciarskich w sezonie 1996/1997. Rozgrywany był od 29 grudnia 1996 do 6 stycznia 1997.
Turniej wygrał Słoweniec Primož Peterka.

## Oberstdorf
Data: 29 grudnia 1996

Państwo:  Niemcy

Skocznia: Schattenbergschanze

### Wyniki konkursu
| Poz. | Imię i nazwisko          | Narodowość | Punkty |
| ---- | ------------------------ | ---------- | ------ |
| 1.   | Dieter Thoma             | Niemcy     | 253,0  |
| 2.   | Kristian Brenden         | Norwegia   | 252,6  |
| 3.   | Andreas Goldberger       | Austria    | 246,7  |
| 4.   | Takanobu Okabe           | Japonia    | 246,3  |
| 5.   | Hiroya Saitō             | Japonia    | 241,3  |
| 6.   | Mika Laitinen            | Finlandia  | 236,1  |
| 7.   | Primož Peterka           | Słowenia   | 233,7  |
| 8.   | Hansjörg Jäkle           | Niemcy     | 232,9  |
| 9.   | Jani Soininen            | Finlandia  | 228,8  |
| 10.  | Reinhard Schwarzenberger | Austria    | 228,5  |

## Garmisch-Partenkirchen
Data: 1 stycznia 1997

Państwo:  Niemcy

Skocznia: Große Olympiaschanze

### Wyniki konkursu
| Poz. | Imię i nazwisko    | Narodowość | Punkty |
| ---- | ------------------ | ---------- | ------ |
| 1.   | Primož Peterka     | Słowenia   | 241,9  |
| 2.   | Andreas Goldberger | Austria    | 228,9  |
| 3.   | Takanobu Okabe     | Japonia    | 226,7  |
| 4.   | Ari-Pekka Nikkola  | Finlandia  | 223,1  |
| 5.   | Hiroya Saitō       | Japonia    | 215,7  |
| 6.   | Jani Soininen      | Finlandia  | 213,0  |
| 7.   | Kristian Brenden   | Norwegia   | 212,9  |
| 8.   | Dieter Thoma       | Niemcy     | 209,1  |
| 9.   | Espen Bredesen     | Norwegia   | 208,5  |
| 10.  | Mika Laitinen      | Finlandia  | 206,2  |

## Innsbruck
Data: 4 stycznia 1997

Państwo:  Austria

Skocznia: Bergisel

### Wyniki konkursu
| Poz. | Imię i nazwisko    | Narodowość | Punkty |
| ---- | ------------------ | ---------- | ------ |
| 1.   | Kazuyoshi Funaki   | Japonia    | 254,1  |
| 2.   | Primož Peterka     | Słowenia   | 253,1  |
| 3.   | Ari-Pekka Nikkola  | Finlandia  | 246,7  |
| 4.   | Andreas Goldberger | Austria    | 244,1  |
| 5.   | Mika Laitinen      | Finlandia  | 236,1  |
| 6.   | Adam Małysz        | Polska     | 235,2  |
| 7.   | Takanobu Okabe     | Japonia    | 235,1  |
| 8.   | Didier Mollard     | Francja    | 232,2  |
| 9.   | Dieter Thoma       | Niemcy     | 230,6  |
| 10.  | Hiroya Saitō       | Japonia    | 230,5  |

## Bischofshofen
Data: 6 stycznia 1997

Państwo:  Austria

Skocznia: Paul-Ausserleitner-Schanze

### Wyniki konkursu
| Poz. | Imię i nazwisko    | Narodowość | Punkty |
| ---- | ------------------ | ---------- | ------ |
| 1.   | Dieter Thoma       | Niemcy     | 250,4  |
| 2.   | Adam Małysz        | Polska     | 243,4  |
| 3.   | Primož Peterka     | Słowenia   | 242,8  |
| 4.   | Hiroya Saitō       | Japonia    | 233,5  |
| 5.   | Janne Ahonen       | Finlandia  | 231,2  |
| 6.   | Jani Soininen      | Finlandia  | 223,8  |
| 7.   | Andreas Widhölzl   | Austria    | 223,7  |
| 8.   | Andreas Goldberger | Austria    | 223,5  |
| 9.   | Martin Höllwarth   | Austria    | 222,3  |
| 10.  | Roar Ljøkelsøy     | Norwegia   | 219,5  |

## Klasyfikacja generalna
| Poz. | Skoczek            | Kraj      | Punkty |
| ---- | ------------------ | --------- | ------ |
| 1.   | Primož Peterka     | Słowenia  | 971,5  |
| 2.   | Andreas Goldberger | Austria   | 943,2  |
| 3.   | Dieter Thoma       | Niemcy    | 943,1  |
| 4.   | Takanobu Okabe     | Japonia   | 924,3  |
| 5.   | Hiroya Saitō       | Japonia   | 921,0  |
| 6.   | Ari-Pekka Nikkola  | Finlandia | 899,0  |
| 7.   | Mika Laitinen      | Finlandia | 895,3  |
| 8.   | Adam Małysz        | Polska    | 891,5  |
| 9.   | Jani Soininen      | Finlandia | 885,3  |
| 10.  | Kazuyoshi Funaki   | Japonia   | 880,1  |